# Pietro Sforzin
Pietro Sforzin (né le 12 juin 1919 à Ceggia en Vénétie et mort le 18 février 1986 à Padoue) est un joueur italien de football, qui évoluait au poste d'arrière latéral.

## Biographie
Formé par le Dopolavoro Ceggia, il rejoint en 1939 l'AC Padoue. Avec les biancoscudati, il débute lors d'un US Sanremese-AC Padoue (3-1) en octobre 1939 en Serie B. 
En 1942, il joue pour une saison avec la Juventus (y faisant ses débuts le 10 septembre 1942 lors d'un succès 6-1 contre le Mater Rome en coupe) avec qui il dispute 5 matchs en championnat et 2 en Coppa Italia. 
En 1944, il retourne à l'AC Padoue où il joue son dernier match contre la Juventus (0-1) le 10 juin 1951, avant de rejoindre l'AC Vérone avec qui il termine sa carrière en 1953.